# Christian Rasmussen (calciatore)
Christian Theodor Kjelder Rasmussen (Kongens Lyngby, 19 gennaio 2003) è un calciatore danese, attaccante del Fortuna Düsseldorf.

## Carriera

### Club
Rasmussen è cresciuto nel settore giovanile del Nordsjælland, dove è rimasto fino al 2019 quando è stato acquistato dall'Ajax. Il 30 agosto 2020 ha debuttato con lo Jong Ajax nell'incontro di Eerste Divisie perso 4-0 contro il Roda JC ed il 19 novembre 2021 ha segnato il suo primo gol contro il Volendam, incontro pareggiato 4-4.
L'8 gennaio 2023 ha fatto il suo esordio in prima squadra entrando in campo nei minuti finali della partita di Eredivisie pareggiata 1-1 contro il N.E.C..
Il 25 aprile ha rinnovato il proprio contratto fino al 2027 ed il 1º settembre successivo è stato ceduto in prestito alla sua ex squadra, il Nordsjælland.
Nella stagione 2024-2025 rimane nelle fila dei lancieri contenendosi il titolo contro il PSV fino all'ultima giornata.
Il 10 luglio 2025 passa a titolo definitivo al Fortuna Dusseldorf, firmando un contratto valido fino al 2027.

### Nazionale
Ha giocato nelle nazionali giovanili danesi Under-16, Under-17, Under-19 ed Under-21.

## Statistiche

### Presenze e reti nei club
Statistiche aggiornate al 6 marzo 2025.
| Stagione        | Squadra         | Campionato      | Campionato | Campionato | Coppe nazionali | Coppe nazionali | Coppe nazionali | Coppe continentali | Coppe continentali | Coppe continentali | Altre coppe | Altre coppe | Altre coppe | Totale | Totale | Totale |
| Stagione        | Squadra         | Comp            | Pres       | Reti       | Comp            | Pres            | Reti            | Comp               | Pres               | Reti               | Comp        | Pres        | Reti        | Pres   | Reti   |        |
| --------------- | --------------- | --------------- | ---------- | ---------- | --------------- | --------------- | --------------- | ------------------ | ------------------ | ------------------ | ----------- | ----------- | ----------- | ------ | ------ | ------ |
| 2020-2021       | Jong Ajax       | 1D              | 16         | 0          |                 | -               | -               |                    | -                  | -                  |             | -           | -           | 16     | 0      |        |
| 2021-2022       | Jong Ajax       | 1D              | 36         | 7          |                 | -               | -               |                    | -                  | -                  |             | -           | -           | 36     | 7      |        |
| 2022-2023       | Jong Ajax       | 1D              | 29         | 9          |                 | -               | -               |                    | -                  | -                  |             | -           | -           | 29     | 9      |        |
| ago. 2023       | Jong Ajax       | 1D              | 2          | 1          |                 | -               | -               |                    | -                  | -                  |             | -           | -           | 2      | 1      |        |
| 2022-2023       | Ajax            | ED              | 2          | 0          | CO              | 1               | 0               |                    | -                  | -                  |             | -           | -           | 3      | 0      |        |
| 2023-2024       | Nordsjælland    | SL              | 22         | 0          | CD              | 5               | 3               | UECL               | 6                  | 3                  |             | -           | -           | 33     | 6      |        |
| 2024-2025       | Ajax            | ED              | 9          | 1          | CO              | 1               | 0               | UEL                | 11                 | 1                  | -           | -           | -           | 21     | 2      |        |
| Totale Ajax     | Totale Ajax     | Totale Ajax     | 11         | 1          |                 | 2               | 0               |                    | 11                 | 1                  |             | -           | -           | 24     | 2      |        |
| Totale carriera | Totale carriera | Totale carriera | 116        | 18         |                 | 7               | 3               |                    | 17                 | 4                  |             | -           | -           | 140    | 25     |        |